# Condado de Pembina
O Condado de Pembina é um dos 53 condados do Estado americano da Dakota do Norte. A sede do condado é Cavalier, e sua maior cidade é Cavalier. O condado possui uma área de 2 905 km² (dos quais 8 km² estão cobertos por água), uma população de 8 585 habitantes, e uma densidade populacional de 3 hab/km² (segundo o censo nacional de 2000).